# Rod Canion
Joseph Rodney „Rod” Canion (ur. 19 stycznia 1945 r.) – amerykański informatyk i biznesmen, znany jako współzałożyciel firmy Compaq Computer Corporation, której był pierwszym prezesem i dyrektorem generalnym.

## Biografia
Pochodzi z Houston, na Uniwersytecie w Huston uzyskał w 1966 roku tytuł licencjata, a w 1968 roku tytuł magistra elektrotechniki, ze szczególnym uwzględnieniem informatyki. Przed założeniem firmy Compaq w 1982 r. Canion, Jim Harris i Bill Murto zajmowali stanowiska starszych menadżerów w Texas Instruments. Trzej współzałożyciele otrzymali wsparcie od inwestora Benjamina M. Rosena, który został prezesem zarządu Compaq.
Podczas kadencji Caniona jako CEO Compaq, firma ustanowiła rekord największej sprzedaży w pierwszym roku działalności, trafiła na listę Fortune 500 oraz osiągnęła 1 miliard dolarów przychodów – szybciej niż jakakolwiek inna firma w historii.
W 1991 roku Canion został odwołany przez prezesa Compaqa, Benjamina M. Rosena.
W 1992 roku Rod Canion, wraz z Jimem Harrisem i Ronaldem L. Fischerem, założyli Insource Technology Group. Canion był jej prezesem do września 2006 roku.
W 2013 roku Canion opublikował wspomnienia o swojej karierze w firmie Compaq i w branży IT – o tym jak on i inni zmienili branżę komputerów kompatybilnych z IBM PC, poczynając od Compaq Portable, jak prześcignął IBM i jak stworzył, wraz z „gangiem dziewięciu”, magistralę EISA. W 2016 r. powstał film dokumentalny Silicon Cowboys, również oparty na historii firmy Compaq.